# Hugues de Montrelais
Hugues de Montrelais (Montrelais, 1315 circa – Avignone, 29 febbraio 1384) è stato un cardinale e vescovo cattolico francese.

## Biografia
Nacque a Montrelais intorno al 1315.
Papa Gregorio XI lo elevò al rango di cardinale nel concistoro del 20 dicembre 1375.
Morì il 29 febbraio 1384 ad Avignone.